# Montegrosso Pian Latte
Montegrosso Pian Latte é uma comuna italiana da região da Ligúria, província de Impéria, com cerca de 140 habitantes. Estende-se por uma área de 10 km², tendo uma densidade populacional de 14 hab/km². Faz fronteira com Cosio di Arroscia, Mendatica, Molini di Triora, Pornassio, Rezzo, Triora.

## Demografia
| Variação demográfica do município entre 1861 e 2011                               |
|                                                                                   |
| Fonte: Istituto Nazionale di Statistica (ISTAT) - Elaboração gráfica da Wikipedia |

## Cidades-irmãs
- Pontevès, França (2013)